# Качественная пресса
Качественная пресса — это издания (пресса), рассчитанные на высокообразованного читателя.
Часто качественную прессу называют «прессой мнений для интеллектуальной части общества».

## Типологические черты
Для качественной прессы характерны такие отличительные признаки, как преобладание аналитических жанров (статьи, корреспонденции, рецензии, комментарии, обозрения), взвешенность оценок, контроль за достоверностью информации, спокойный тон публикаций. Читателей качественной прессы интересуют не столько публицистические рассуждения журналистов, сколько мнения компетентных экспертов.
Главное условие для качественной прессы — это надёжность фактов и мнений, их достоверность. К примеру, материалы качественной французской газеты Le Monde студенты и преподаватели высших учебных заведений используют наравне с учебниками. Кроме того, качественные издания отличаются высоким полиграфическим уровнем, респектабельностью внешнего вида. Часто такие газеты или журналы фотоиллюстрациям предпочитают текстовые комментарии. Для качественной общенациональной прессы характерен формат А2.
Отличающим качественную прессу от массовой и бульварной является, в первую очередь, аудиторный признак. Качественная пресса востребована интеллектуалами, политиками, людьми деловых кругов, менеджерами и другими. Чтение качественной прессы позволяет читателям надёжно ориентироваться в обстановке и оперативно принимать точные решения.
Качественность прессы во многом обеспечивается соблюдением журналистами этических принципов.

## Качественные издания в России
Одним из первых классификацию русских газет вывел А. В. Пешехонов в 1901 году. Он выделил газеты «дешёвые», «малые» и «большие». В современной терминологии эти типы эквивалентны понятиям бульварной, массовой и качественной прессы. Под качественной прессой в этой типологии и в традициях русской журналистики понимался «политический орган со строго выдержанным направлением, рассчитанный на своего читателя-единомышленника, образованного, понимающего стилистически сложные публикации, в которых обсуждаются серьёзные общественные, политические, научные и другие проблемы».
В соответствии с этим определением к качественным изданиям можно отнести уже «Ведомости» Петра I, однако первым классическим образцом русской качественной газеты считаются «Русские ведомости» (1863—1918). Их главной особенностью была приверженность единым принципам издания и стилю оформления. В течение 55 лет газета избегала технических новшеств, погонь за сенсациями, отличалась широким спектром тематики и строгой проверкой информации на достоверность. На страницах «Русских ведомостей» регулярно публиковались видные общественные деятели того времени.
В газете освещались острые вопросы современности, а повышенная информативность соединялась с аналитичностью и серьёзным тоном публикаций. Всё это и сделало издание эталоном качественной российской газеты. В 1913 году редакция «Русских ведомостей» провела исследование, по результатам которого выяснилось, что основной круг читателей составляла интеллигенция: это были врачи, адвокаты, ученые, студенты, педагоги и другие. Рабочих было лишь 0,5 %.
В начале XX века нишу качественной русской прессы в основном занимали легальные партийные газеты. Это центральный орган большевиков «Новая жизнь», главная газета кадетов «Речь», издания октябристов, прогрессистов и мирнообновленцев «Голос Москвы» и «Утро России» и др. Тип этих газет соответствовал формату качественной прессы Европы. Так, например, редакция газеты «Речь» опиралась на английский опыт издания качественных газет и старалась следовать оформлению и структуре The Times.
Рынок российских качественных изданий в 2000-е годы был достаточно насыщен. По мнению филолога Е. А. Тороповой, в 2010 году к качественной прессе можно было отнести «Коммерсант», «Независимую газету», «Российскую газету», «РБК daily», журналы «Эксперт», «Итоги», «Русский Newsweek» и т. д.. Также к качественной прессе относят газету «Спорт-экспресс», «Культура» и иные
«Новая газета» и её журналисты являются обладателями множества премий и наград, в частности журналист и главный редактор газеты Дмитрий Муратов получил Нобелевскую премию мира.

## Качественная пресса других государств и стран
Первой качественной газетой считается The Times, основанная в 1785 году в Лондоне. Подлинное значение «Таймс» как влиятельной европейской газеты проявилось в начале XIX века. Взвешенная позиция и ориентация на традиционные ценности среднего класса выделяли её из ряда популистских и радикальных изданий того времени.
Система качественной печати начала складываться в Великобритании в XIX веке. За это столетие здесь появились ещё три гиганта качественной прессы: The Guardian (1821), The Daily Telegraph (1885) и Financial Times (1886).
В американской газетной индустрии XIX века утверждение принципов «новой журналистики» (сочетание информационности и развлекательности) привело как к появлению «жёлтой прессы», так и к созданию качественных изданий. Качественная пресса в истории американской журналистики связывается с именем Адольфа Окса, который в 1896 году приобрёл издание The New York Times. Новый владелец изменил облик газеты и вынес на первую страницу рядом с заголовком девиз: «All the News That’s Fit to Print» («все новости, достойные печати»).
The New York Times провозгласила своими принципами отказ от вмешательства в частную жизнь, от низкопробных сюжетов и рекламы, сомнительных методов добывания информации, а также от публикации непроверенных новостей ради создания сенсации. Результаты редакционной политики привели к тому, что чтение этой газеты стало признаком респектабельности. Стиль качественной журналистики The New York Times был принят влиятельными издательскими кругами США и европейских стран. Итогом борьбы за качественную журналистику в США стало образование в 1923 году «Американского общества редакторов газет», которое предложило в качестве образца кодекс высочайшего этического и профессионального поведения.
В настоящее время наивысший авторитет в мировой журналистике завоевали именно качественные СМИ. В конце 90-х годов по результатам опроса экспертов более чем из 50 стран выстроился список лучших изданий XX века. Первые места в нём заняли Financial Times, The New York Times, Frankfurter Allgemeine Zeitung и The Wall Street Journal. На пятом месте осталось издание The Daily Telegraph, которое характеризуется как массовая широкополосная газета, относящаяся к качественной прессе (broadsheet). В этом рейтинге нет ни одной массовой газеты.
Повсеместно в последнее время наблюдается достаточно активное усиление газет, которые раньше предназначались исключительно для экспертов-аналитиков и биржевиков, — это Financial Times в Великобритании, Handelsblatt в Германии, The Wall Street Journal в США и Les Échos во Франции. Они занимают нишу качественной прессы первой категории — для управляющей элиты.
Традиционные английские качественные газеты The Times, The Guardian, The Daily Telegraph и Financial Times существуют до сих пор, но «качественный» формат А2 сохраняют только The Daily Telegraph и Financial Times. The Times в настоящее время представляет собой влиятельную ежедневную газету, имеющую широкую сеть собственных корреспондентов за рубежом. Несмотря на смену владельцев, направленность и качество «Таймс» остались неизменными. В 1986 году в Англии появилась ещё одна крупная качественная газета — The Independent.
Почти вся традиционная надрегиональная пресса Германии — качественная. Исключения составляют лишь бульварная газета Bild и газета смешанного типа die Tageszeitung. Газеты Süddeutsche Zeitung, Frankfurter Allgemeine Zeitung, Die Welt, Frankfurter Rundschau являются качественными изданиями, рассчитанными на политический и экономический истеблишмент страны. Они характеризуются строгостью оформления и высоким уровнем аналитических материалов. Рекламу в них, как правило, размещают респектабельные фирмы.
Во Франции современные национальные газеты в большинстве своем можно отнести к качественной прессе: например, Le Monde, Le Figaro, Les Échos и другие.
В начале XXI века в Индии самая многотиражная качественная газета — The Times of India, которая освещает социальные, политические и экономические события национального и международного масштаба. Большая часть газеты, как и практически в любом качественном издании, посвящена новостям и аналитике.